# Brasura constricta
Brasura constricta är en insektsart som beskrevs av Nielson 1991. Brasura constricta ingår i släktet Brasura och familjen dvärgstritar. Inga underarter finns listade i Catalogue of Life.